# Alejandro Castro Espín
Alejandro Castro Espín (Havana, 1965) é uma figura política e militar cubana. Possui a patente de coronel do Ministério do Interior de Cuba. Ele é o único filho varão de Raúl Castro, ex-presidente de Cuba, e Vilma Espín, um dos principais líderes da Revolução Cubana; é, portanto, sobrinho de Fidel Castro.

## Biografia
Alejandro é o único filho varão do casamento de Raúl Castro (1931) e Vilma Espín (1930-2007), e por sua vez irmão de Deborah, Mariela e Nilsa.
Participou do contingente cubano enviado por seu governo para a Guerra em Angola, e embora não estivesse na linha de frente, perdeu um olho em um acidente em Luanda, o que lhe rendeu a alcunha entre a dissidência de El tuerto.
Alejandro Castro é engenheiro e mestre em Relações Internacionais. Também se destacou como pesquisador em questões relacionadas à defesa e segurança nacional. Com a nomeação de seu pai como presidente de Cuba, Alejandro tornou-se assistente pessoal do presidente,  participando em vários eventos políticos e visitas oficiais do mesmo,  o que aumentou as especulações sobre a possibilidade de que ele seria o sucessor de Fidel e Raul Castro frente ao governo cubano.
Escreveu quatro artigos políticos de um modo semelhante ao governo cubano em 2005, todos referentes às relações internacionais de Cuba, e usando a terminologia como "lacaios cubano-americanos" e "máfia anticubana" para se referir aos cubanos residentes nos Estados Unidos, país em que acusou de exercer terrorismo de Estado contra Cuba.  Em 2009, apresentou o seu primeiro livro, El imperio del terror, publicado pela editora do Ministério do Interior Cubano,  para explicar a sua visão particular dos interesses de poder dos Estados Unidos nos séculos XIX e XX. O livro foi considerado um panfleto oportunista por alguns meios de comunicação europeus.
Entre os dissidentes cubanos, a figura de Alejandro é altamente questionável, sendo considerada uma continuidade e habitualmente  relacionam os cargos que ocupa a sua condição de membro da família Castro.